# 헤요카

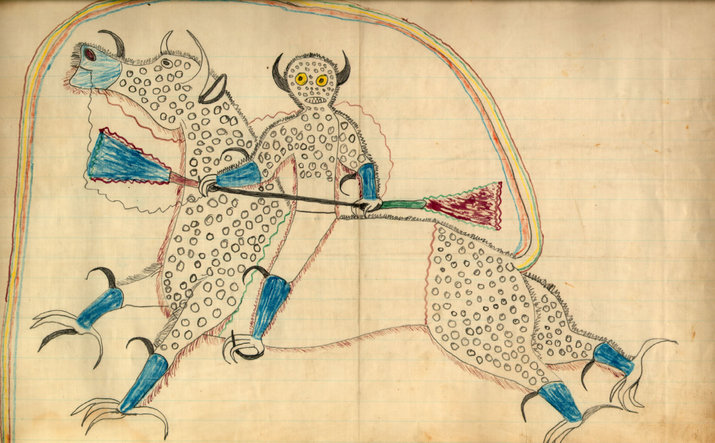
라코타족 블랙 호크가 그린 헤요카

헤요카(heyoka)는 미국 인디언 수족 신화에 전해지는 번개와 수렵을 맡는 정령으로 2개의 뿔을 기른 모습으로 그려진다.
스족의 말로는 '헤요카'라고 발음한다. 스스로가 슬플 때는 웃으며, 스스로가 기쁠 때는 운다고 한다.

## 헤요카 카가
신앙에 충실한 수족 인디언이 만약 번개의 꿈, 또는 뇌조 우킨얀 (선더버드)의 꿈을 꾸었을 경우, 그 사람은 확실히 '스스로가 슬플 때는 웃으며, 스스로가 기쁠 때는 운다'라는 익살꾼과 같은 '역인간' '헤요카 카가'를 연기하지 않으면 안 된다. 더우면 춥다고 떨며 추우면 덥다고 땀을 흘려야 하고, 만약 꿈 속에서 자신이 전라였다면, 전라로 마을을 돌아다녀야 한다.
20세기 스족의 전통파 종교자 레임 디아나 비트 캐치즈는 '아무리 부끄러워도, 번개의 파워를 받은 것은 이 헤요카를 연기해야 한다. 그렇지 않으면, 번개에 맞아 죽어 버리기 때문이다'라고 헤요카 카가에 대해 말하고 있다.
이 헤요카의 주박을 풀기 위해서는 개를 생지로서 헤요카에 내미는 '개의 의식'을 거행하지 않으면 안 된다. 우선 개를 냄비로 익힌다. 그리고 헤요카는 이 안에 손을 돌진하고, 개의 머리를 꺼낸다. 이 뜨거운 개의 머리를 다른 익살꾼역의 사람들에게 건네준다. 개의 머리는 매우 뜨겁기 때문에, 5, 6명의 익살꾼들은 잇달아 이것을 건네주어 가게 된다. 이렇게 개의 머리를 다 돌려 , 마지막에 전원이 개의 고기를 먹는 것으로, 헤요카의 주박으로부터 해방된다. 이 의식을 끝내면, 그 사람은 이제 '역인간'을 연기하지 않고 끝나는 것이다.

## 같이 보기
- 그리스도 때문에 어리석음
- 트릭스터